# Triangle Project
Triangle Project, anciennement appelé Association des Gays de l'Afrique du Sud (Gay Association of South Africa, en anglais), est l'une des plus grandes organisations de défense des droits LGBTQI en Afrique du Sud. 

## Historique
Fondée sous le nom de GASA 6010 en 1981, l’organisation fournit des services de conseil et médicaux. En 1982, elle ouvre une ligne d’assistance téléphonique. À partir de 1984, elle s’implique dans la réponse à la crise du VIH/SIDA en Afrique du Sud, et  en 1989, l’Aids Support and Education Trust (ASET) est fondé dans le cadre de GASA 6010 et devient indépendant en 1994. 
En 1994, le Sex Workers Education and Advocacy Taskforce (SWEAT) est créé au sein de l'organisation et devient indépendant en 1996. 
En 1996, l'organisation change son nom en Triangle Project. 
En 2008, le Triangle Project publie une étude indiquant que la pratique du « viol correctif » est répandue en Afrique du Sud. Selon cette étude, 86 % des lesbiennes noires du Cap-Occidental déclarent vivre dans la peur d'une agression sexuelle. 

## Financement
En 2025, l'auteure sud-africaine Lauren Beukes et l'auteure britannique Jeannette Ng créent « The Genre Creators for Trans Rights Auction », avec des auteurs tels qu'Olivie Blake, Patrick Rothfuss, Ali Hazelwood et Adrian Tchaikovsky, ainsi que la succession de Terry Pratchett, qui font don d'objets 
La vente aux enchères vise à collecter des fonds pour le Triangle Project et le Good Law Project du Royaume-Uni afin de travailler en faveur des droits des trans. Ceci pour répondre aux pressions financières sur les organisations sud-africaines de défense des droits des homosexuels et aux menaces juridiques qui pesent sur les personnes trans au Royaume-Uni. 

## Note et Références

### Note
- (en) Cet article est partiellement ou en totalité issu de l’article de Wikipédia en anglais intitulé « Triangle Project » (voir la liste des auteurs).